# Alfa Romeo Tipo 103
L'Alfa Romeo Tipo 103, anche nota come Progetto V, è un prototipo realizzato dall'Alfa Romeo nel 1960.

## Il contesto
In seguito alla presentazione della Fiat 600 nel 1955, la dirigenza Alfa Romeo autorizzò lo studio di un'utilitaria a trazione anteriore, settore in cui la casa milanese non si era mai cimentata prima. Il progetto per la nuova vettura, denominato "Tipo 13-61", vide la partecipazione di valenti tecnici quali Rudolf Hruska, Orazio Satta Puliga e Giuseppe Busso, ma rimase sulla carta a causa degli alti costi previsti per l'avvio della produzione.
La dirigenza aziendale, nel 1958, accantonò quindi il progetto preferendo indirizzarsi sulla costruzione su licenza dei modelli 4 e Dauphine della Renault, allo scopo d'inserirsi nel mercato italiano delle automobili di piccola cilindrata.

## La vettura

Vista frontale della Tipo 103 in una foto dell'epoca

Nel 1959, dopo l'enorme interesse suscitato dall'avveniristica Morris Mini di Alec Issigonis, l'Alfa Romeo rispolverò l'idea di sperimentare la trazione anteriore. L'ufficio tecnico si rimise al lavoro progettando una vettura di classe inferiore alla Giulietta: una piccola berlina a tre volumi e quattro porte con schema "tutto avanti", mossa da un propulsore a quattro cilindri in linea di 1.000 cm con distribuzione bialbero a camme in testa — motorizzazione che proprio in quegli anni era stata messa a punto in Alfa Romeo —, posizionato trasversalmente e dotato di cambio a quattro marce. 
Il modello di forma fu realizzato nel 1960 e, nella seconda metà del 1962, vennero eseguiti i primi test su strada, dai quali risultò che la Tipo 103, del peso di 725 kg, riusciva a sviluppare 49 CV e raggiungere la velocità di 139 km/h, coprendo il km da fermo in 41,2 secondi. Tali incoraggianti risultati, tuttavia, non convinsero i vertici alfisti del tempo ad avviare la produzione di un'automobile a trazione anteriore, che sarà rispolverata per il progetto Alfasud solo alla fine degli anni 1960. 
Nonostante la mancata produzione, il prototipo si rivelò particolarmente importante per altre automobili di serie del marchio meneghino. Le soluzioni meccaniche fornirono una buona base di partenza per lo sviluppo della succitata Alfasud, mentre i canoni stilistici, oltre a essere adottati per la Giulia, al di fuori di Arese influenzarono notevolmente la sagoma della Renault 8.
L'unico esemplare rimasto della Tipo 103 è conservato presso il Museo Storico Alfa Romeo di Arese.